# جيمي ليندسي (لاعب كرة قدم بريطاني)
جيمي ليندسي (بالإنجليزية: Jimmy Lindsay)‏ هو لاعب كرة قدم بريطاني في مركز الوسط، ولد في 12 يوليو 1949 في هميلتون في المملكة المتحدة. لعب مع شروزبري تاون وكولتشستر يونايتد ونادي هيرفورد ونادي واتفورد ووست هام يونايتد.